# Енциклопедичний математичний словник
Енциклопедичний математичний словник (яп. 岩波数学辞典) ― японський спеціалізований математичний словник, випущений видавництвом «Іванамі Сьотен» 1954 року під редакцією математика Іянага Сьокіті. Видання містить 593 статті.
1968 року вийшло друге видання, в якому кількість статей зменшилася до 436. Тим не менш, на думку французького математика Жана Д'єдонне, це число було величезним. У своїй рецензії, він зазначив, що взагалі, статті про живу математику були відмінними, але статті з класичної математики та з історії математики були не високого рівня.
1985 року вийшло третє видання словника під редакцією математика Іто Кійосі.
Сучасне, четверте видання вийшло 2007 року. На відміну від другого та третього видань, які вже переклали англійською під назвою Encyclopedic Dictionary of Mathematics (1979 та 1987 роки), четверте видання доступне тільки японською. Редактор четвертого видання — Математичне товариство Японії.
У своїй статті Математика в енциклопедіях колишніх років Адольф Юшкевич порівнює японський Енциклопедичний математичний словник із п'ятитомною «Математичною енциклопедією» Івана Виноградова та двотомним німецьким «Математичним словником» (Mathematisches Wörterbuch) Й. Нааза (J. Naas) і Г. Л. Шмідта (H. L. Schmid).